# 清末 (下関市)
清末（きよすえ）とは、山口県下関市の清末地区（下関市役所支所設置条例で示された下関市役所清末支所の所管する区域）を指す地域名称。
本項では同地域にかつて所在した豊浦郡清末村（きよすえそん）についても述べる。

## 地域概要
下関中心市街地から北東へ約13km、下関市の東方に位置する地域である。登録人口は6,377人（2009年2月28日現在、下関市役所ホームページによる）、地区面積は19.31km2（2007年10月1日現在、下関市役所ホームページによる）。
北および東は小月地区と、南は神田川を挟んで王司地区と、西は内日地区と隣接する。
農地がひろがる田園地帯だが、国道491号（旧国道2号）沿線を中心に長府・小月地区のベッドタウンとして宅地化が進展しつつある。とくに北東隣の小月地区とは一体的な市街地を形成する。
域内には、国道2号（小月バイパス）、国道491号、主要地方道である山口県道40号豊浦清末線が通る。また域内にJR山陽本線や中国自動車道は通るものの駅およびインターチェンジはなく、1〜2km離れた小月駅や小月ICを利用することとなる。

## 地名由来と地域のあゆみ
- 清末という地名については『櫟木氏文書』に清末別府と見られる。地名の由来については、湧水（清水）があり水が絶えず[要出典]、神功皇后の三韓征伐の際に渡海のための船を作るために厚狭郡で大樹を切り出したが、大樹は倒れ清水の池まで末枝部分が流れたため組み合わせて清末となったとする説がある。また、『地名淵鑑』には名田(田の所有者の名前で呼ばれる名前の田)を由来とするとある[1]。
- 江戸時代には、長州藩孫藩（長府藩支藩）である清末藩が設置され、藩庁がおかれるとともに藩校の育英館がおかれた。藩校は現在の清末小学校につながっている。また、国道491号以東の大部分は、江戸時代の干拓によって拓かれた土地である。
- 町村制施行により豊浦郡清末村となったが、1939年（昭和14年）に小月町などとともに（旧）下関市へ編入合併した。

### 自治体としての沿革
- 1889年（明治22年）4月1日 - 町村制の施行により、清末村、阿内村が合併して豊浦郡清末村が発足。
- 1939年（昭和14年）5月17日 - 清末村が下関市に編入。同日清末村廃止。

## 主な施設・名所など
- 高林寺 - 清末藩の菩提寺
- 内藤家（清末藩家老）表門
- 清末八幡宮
- 下関市立東部中学校 - 清末藩陣屋跡。清末、小月、王司の3地区を校区とする